# Аарне, Антти
А́нтти Ама́тус А́арне (фин. Antti Amatus Aarne; 5 декабря 1867, Бьёрнеборг (Пори) — 5 февраля 1925, Хельсинки) — финский филолог и фольклорист, специалист по сравнительной мифологии. Составил первый вариант указателя сюжетов фольклорной сказки.

## Биография
Родился 5 декабря 1867 в финском городе Бьёрнеборг. C 1893 по 1898 год учился в Санкт-Петербурге. В 1908 году защитил докторскою диссертацию на тему «Сравнительное изучение сказок».
С 1911 года преподавал предмет «финская и сравнительная фольклористика» в Императорском Александровском университете. В 1922 году занял место профессора в этом университете.

## Научная деятельность
Аарне является представителем так называемой финской историко-географической школы в фольклористике, основанной Юлиусом Кроном. Он разработал и обосновал технические приёмы сравнительного метода, дал примеры его применения к произведениям народного творчества — сказкам, загадкам, песням. Разработал методологию сравнительного анализа и классификации произведений фольклора.
Результаты работы «Указатель сказочных типов» (1910 год) легли в основу всех последующих работ этого рода. В последующие годы разработанная Аарне система классификации фольклорных сюжетов была дополнена американским исследователем Ститом Томпсоном (1965) и немецким учёным Хансом-Йоргом Утером (2004). С уточнениями и дополнениями указатель сказочных сюжетов Аарне используется для их классификации и изучения.
Официальная советская наука критиковала теоретические установки Аарне за «схематичность» и «формалистичность». В. Я. Пропп видел недостатки его метода в пренебрежении функциями сказочных мотивов. В общем, в Указателе сказок не выдерживается систематизация типов — не решён теоретический вопрос о том, что подразумевать под понятием «тип»: «сюжет» или «мотив». Тем не менее, советский фольклорист Н. П. Андреев составил «Указатель сказочных сюжетов по системе Аарне» (1929), посвящённый главным образом русскому и украинскому фольклору и основанный на работах финского учёного.
Аарне был одним из первых учёных, которые занимались изучением фольклора саамов.

## Сочинения
- Диссертация «Сравнительное изучение сказок» (нем. Vergleichende Märchenforschung, 1907)
- «Указатель сказочных типов» (нем. Verzeichnis der Märchentypen, 1910)
- «Волшебные дары» (нем. Die Zaubergaben, 1910)
- «Основы сравнительного изучения сказок» (нем. Leitfaden der vergleichenden Märchenforschung, 1913)
- «Путешествие зверей» (нем. Die Tiere auf der Wanderschaft, 1913)
- «Обзор литературы о сказках» (1914)
- «Богач и его зять» (нем. Der reiche Mann und sein Schwiegersohn, 1916)
- «Сравнительное изучение загадок» в 3 томах (нем. Vergleichende Rätselforschungen I—III, 1918—1919)